# Santuario della Madonna della Montà
Il santuario della Madonna della Montà è un luogo di culto cattolico situato nel comune di Molini di Triora, presso il locale cimitero, in provincia di Imperia. Le principali festività del santuario mariano si celebrano il 25 marzo nella festa dell'Annunciazione e l'8 settembre per la Natività della Vergine.

## Storia
Secondo le fonti storiche l'edificazione della primitiva chiesa avvenne nel XIII secolo come prima parrocchiale del borgo di Molini di Triora. Una successiva ricostruzione, databile al 1435, è legata alla venerazione e alla tradizione degli abitanti verso il culto dei defunti trovandosi, di fatto, nel mezzo dell'area cimiteriale.
In passato un'antica tradizione popolare vedeva svolgersi al santuario, durante il Venerdì santo, la cerimonia religiosa della "Deposizione dalla Croce" con la partecipazione degli abitanti e delle processioni dei disciplinanti. Altra cerimonia tradizionale del passato era il "Giro delle Vergini" dove, in certi giorni, donne giravano attorno al perimetro del santuario recitando orazioni.

## Struttura e opere
L'odierna struttura quattrocentesca presenta una divisione degli interni a tre navate con colonne e archi; nelle due navate laterali s'intravede e si conserva la volta a capriata originaria, mentre quella centrale è stata rifatta in seguito in muratura. Curiosamente la navata sinistra è di un metro più stretta rispetto alla navata opposta.
Dell'intagliatore locale Giuseppe Borgognone - detto Buscaglia - è l'ancona in legno del 1707 collocata sull'altare maggiore del santuario; il dipinto della Madonna col Bambino tra san Giovanni Battista e Caterina Vergine, datato al 1605, e che un tempo corredava l'altare, è oggi conservato nella chiesa parrocchiale di San Lorenzo a Molini.
Gli interni presentano cicli di affreschi del pittore Antonio Monregalese, eseguiti nel 1435, raffiguranti la Crocifissione, la Vergine e Santi, Cristo nel sepolcro tra sant'Antonio abate e san Biagio; tali affreschi sono stati restaurati e riportati allo splendore originario nel corso di un intervento restaurativo del 1918 e fu ancora un successivo recupero del 1925 a riscoprire un affresco, raffigurante l'Ecce Homo, sopra un primitivo altare.